# Музей популярного мистецтва Параїби
Музей народного мистецтва Параїби (порт. Museu de Arte Popular da Paraíba, MAPP) — музей мистецтва у штаті Параїба, у місті Кампіна-Гранде.

## Історія музею
Музей популярного мистецтва — один з дванадцяти музеїв популярного мистецтва, в якому знаходяться культурні колекції, зібрані не лише в цьому місті, а й у штаті Параїба та у всій Бразилії.
Музей мистецтва відомий як «Музей трьох Пандейро» завдяки своїй круглій формі. Він знаходиться у місті Кампіна-Гранде, другому за чисельністю населення бразильському місті в штаті Параїба. Вважається найважливішим містом північно-східного бразильського штату. Автор проєкту — архітектор Оскар Німейєр. Це був останній проєкт відомого архітектора. Музей є складовою державного університету Параіба. Його офіційно відкрили для відвідування 13 грудня 2012 року. У музеї знаходяться матеріали, які засвідчують багату розмаїту культуру країни. Перш за все португальські колоністи та іммігранти принесли не тільки багато традицій та мали значний вплив на бразильську культуру. Як багатонаціональна країна, на її культуру також вплинули інші народи. Це знайшло відображення в музеї популярного мистецтва.

## Див.також
- Оскар Німеєр

1. ↑  http://museu.uepb.edu.br/mapp/